# خشونت فرقه‌ای
خشونت‌های فرقه‌ای یا درگیری‌های فرقه‌ای خشونت با الهام از فرقه‌گرایی است که بین فرقه‌های مختلف ایدئولوژی یا مذهب خاص در درون یک ملت یا جامعه وجود دارد. تبعیض نژادی مذهبی اغلب در خشونت‌های فرقه‌ای نقش دارد.

## دیدگاه
بنا به گزارش مؤسسه تحقیقات صلح بین‌المللی استکهلم:
به‌طور  سنتی، خشونت‌های فرقه‌ای تقابل متقارن بین دو یا بیش از دو کنش گر غیردولتی به نمایندگی از گروه‌های مختلف جمعیت است.